# Ratitae
Las ratites (Ratites) son un grupo parafilético de aves paleognatas, no voladoras, algunas de ellas ya desaparecidas. Las ratites se caracterizan por la presencia de un esternón plano, sin quilla (en la quilla se insertan los músculos para volar). Según estudios moleculares, los tinamúes (Tinamiformes) están insertos, haciendo de este un grupo parafiletico.

## Descripción
Las aves paleognatas son no voladoras en su mayoría. Pertenecen al grupo Neornithes, que comprende más de 50 especies con una distribución predominante —en cuanto a número de especies— en el hemisferio sur. El avestruz, el emú, los casuarios, los ñandúes, los kiwis y los tinamúes son los representantes actuales de este grupo, mientras que los moas y los epiornítidos son formas ya desaparecidas.
Muchos territorios actuales que conformaron Gondwana tienen ratites, o han tenido hasta muy recientemente. Aunque no comparte muchas de las características físicas, la familia de los tinamúes son los parientes vivos más próximos entre varias de ellas.
Las ratites se distribuyen en Nueva Zelanda (kiwis), África (avestruz), América (ñandúes) y en Australia y la isla de Nueva Guinea (emú y casuarios).
A lo largo de millones de años, más de cien millones de años, en algunos casos, partiendo de aves con un aspecto más parecido a Galliformes y gruiformes, como pavos,  avutardas, sisones etc, con los que no están emparentados o muy remotamente, han llegado a presentar un aspecto similar: Han perdido la capacidad de volar, en el suelo, las aves no voladoras se desplazan sobre sus poderosas patas... Presentan un esternón plano, sin quilla, en la quilla se insertan los músculos para volar que estas aves no necesitan.  A pesar de estar emparentadas, se debe con más probabilidad en algunos casos su parecido, a convergencia evolutiva al compartir hábitos principalmente terrestres en ambientes secos abiertos, como estepas o praderas. En este grupo se incluyen especies de gran tamaño. También se han adaptado a selvas y pantanos, variando su aspecto, como los moas.

### Formas vivas

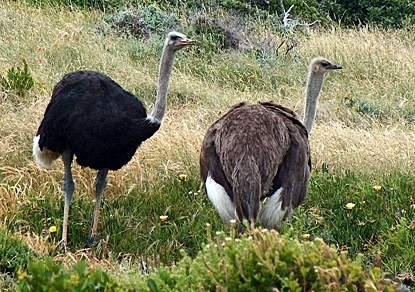
El avestruz común (Struthio camelus).

El avestruz africano es la ratite viva más grande. Un miembro grande de esta especie puede ser de casi 3 metros de alto, pesa tanto como 159 kg, y puede hacer frente a un caballo.
De las especies vivas, el emú australiano es siguiente en tamaño, alcanza hasta 60 kilogramos y cerca de 2 m de alto. Como el avestruz, es un ave de gran velocidad de los llanos abiertos y arbolados.
También son naturales de Australia y las islas al norte, las tres especies del casuario. Más bajo que un emú y con una estructura muy sólida, los casuarios prefieren alimentarse en lo profundo del bosque tropical. Pueden ser muy peligrosos cuando son sorprendidos o arrinconados. En Nueva Guinea, los huevos del casuario se llevan a las aldeas y a los polluelos se les cría para comerlos como exquisitez muy estimada, a pesar del riesgo que plantea su recolección.
Suramérica tiene dos especies de rhea, ñandú, grandes aves corredoras de la Pampa. El ñandú más grande mide cerca de 1,5 metros (5 pies) de alto y pesa generalmente de 20 a 25 kilogramos (entre 44 y 55 libras). En Suramérica también están presentes 73 especies de la familia del tinamú, aves con aspecto de gallináceas que se relacionan distantemente con el grupo de las ratites.
Las ratites más pequeñas son las cinco especies de kiwi de Nueva Zelanda. El pollo de kiwi es retraído, tímido y nocturno. Posee un gran sentido jerárquico en el nido y utilizan el sentido del olfato que está altamente desarrollado para encontrar insectos en el suelo. El kiwi es notable por poner unos huevos que son muy grandes en relación con el tamaño de su cuerpo. Un huevo del kiwi puede igualar entre un 15 y un 20 por ciento de la masa del cuerpo de un kiwi femenino. La especie más pequeña del kiwi es el pequeño kiwi manchado, de 1,2 kilogramos (2,7 libras) y 40 centímetros (16 pulgadas).

### Formas extintas

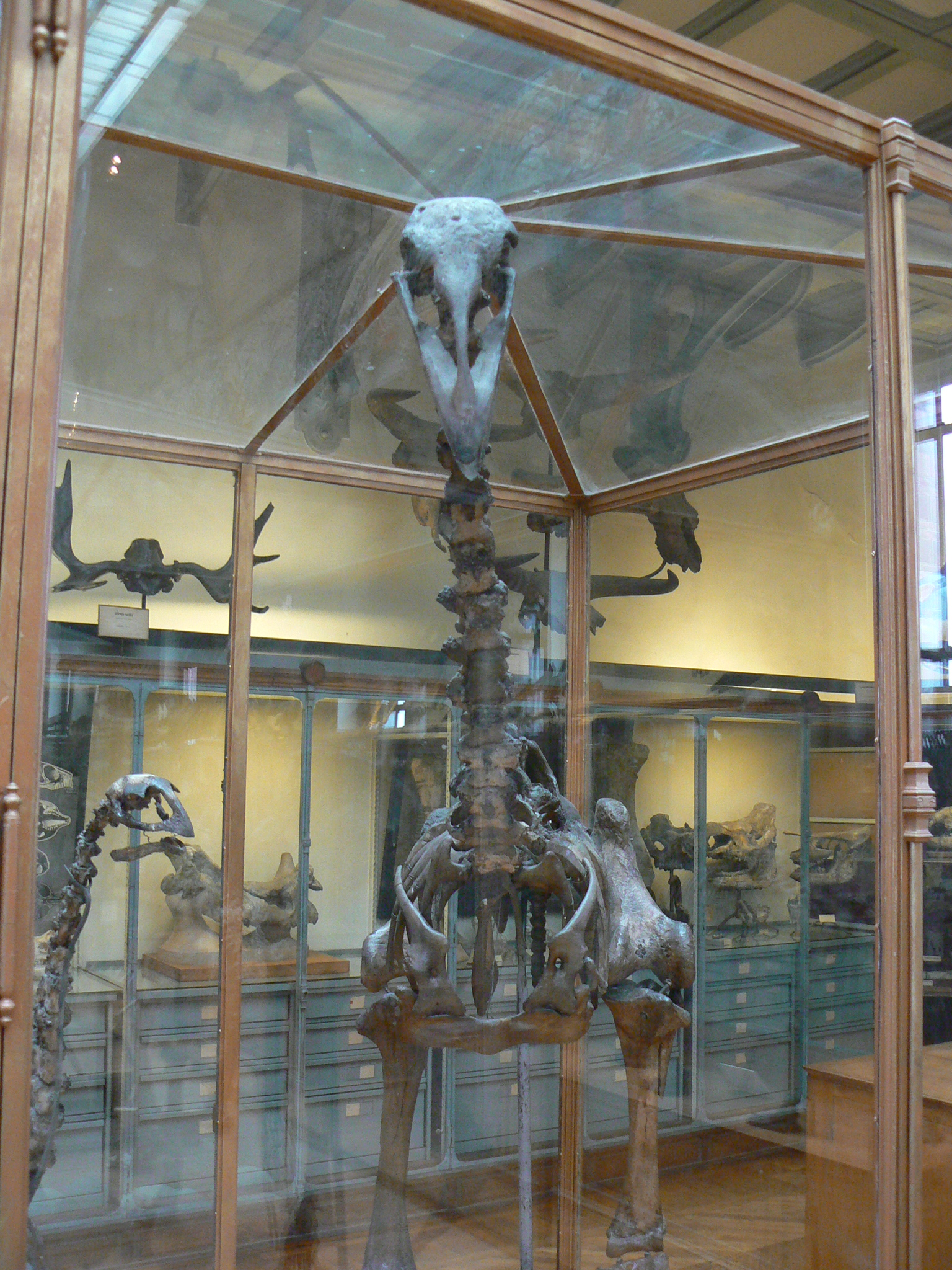
Vista frontal de un esqueleto de Aepyornis.

Hace 85 millones de años surgió el linaje de Aepyornis, el “pájaro de elefante” de Madagascar, la cual ha sido el ave terrestre más grande que ha existido. Aunque es más bajo que la especie de moa más alta, un Aepyornis podría pesar sobre 450 kilogramos (1000 libras) y tener hasta 3 metros (10 pies) de alto. Se extinguieron en el siglo XVII debido a la caza y la deforestación. Fragmentos de cáscara de huevo similares a los de Aepyornis fueron encontrados en Canarias. Los fragmentos fechan al parecer al mioceno medio o final, y no se ha propuesto ninguna teoría satisfactoria en cuanto a cómo se encontraban allí debido a la incertidumbre alrededor de si estas islas llegaron a estar conectadas con el continente africano.
Las Aepyornidae Mullerornis y Aepyornis eran ratites; no podían volar y como en la mayoría de ratites, su  esternón carece de quilla. Como Madagascar y África se habían separado bastante antes de nacer el linaje de las ratites australes, Se piensa que las Aepyornidae se separaron del grupo bastante antes y que solo después de quedar aisladas en Madagascar dejaron de ser aves voladoras y se transformaron en gigantes. No hace menos de 85 millones de años, que existió el puente de tierra en que permitió pasar de Gondwana a Madagascar al linaje de los avestruz-pájaros elefante.
Supuestos huevos de "aepyornithidos" fueron encontrados en las islas Canarias orientales. Estas islas probablemente no estuvieron conectadas al continente africano cuando vivían las aves elefante. Además, no hay indicación de que hayan existido aves elefante fuera de Madagascar. Hoy en día se considera que los fragmentos de huevo pertenecen a aves extintas norteafricanas que pudieron ser o no ratites:
Eremopezus, Psammornis, o incluso Pelagornithidae, aves marinas de grandes proporciones.
Moas, once especies en Nueva Zelanda, abarcando desde las más pequeñas del tamaño de un pavo, al Moa gigante, Dinornis giganteus con una altura de 3,3 metros (11 pies) y un peso cercano a los 250 kg (550 libras). Extinto hacia el año 1500 debido a la caza por el pueblo maorí, que llegaron alrededor del año 1000, aunque por lo menos una especie pudo haber sobrevivido más allá de esa fecha y fue observada posiblemente por los primeros colonos europeos.
Las mayores aves de Europa son las del género Pachystruthio, que aparecieron en el Plioceno y se extinguieron en el Pleistoceno; se supone que convivieron con los primeros homínidos de Crimea.

## Evolución
Los modelos de evolución de este grupo de aves, se remonta a la ruptura de Gondwana, el supercontinente antiguo que unía África, Madagascar, América del Sur, India, Australia y Nueva Zelanda. Rhea americana o ñandú americano fue el primero en divergir del antepasado de los Ratites, del cual derivan todas las aves no voladoras, hace aproximadamente 89 millones de años. Aproximadamente al mismo tiempo que América del Sur y África, se separaron. Entonces los moas divergieron hace aproximadamente 82 millones de años, coincidiendo con las estimaciones, de separación de Nueva Zelanda. El avestruz diverge hace aproximadamente 75 millones de años.
El kiwi divergió hace aproximadamente 68 millones de años, después de que Nueva Zelanda se estima se separó. Investigadores sugieren que Nueva Zelanda lo hizo después, vía los eslabones de tierra a través de Nueva Caledonia.

## Taxonomía y filogenia

### Filogenia con otras aves
Los ratites, junto con los tinamúes (familia Tinamidae) forman el superorden Palaeognathae grupo caracterizado por una compleja estructura ósea en la mandíbula superior, denominada paladar paleognato. Los estudios genéticos revelan las siguientes relaciones filogenéticas para las ratites con respecto a otros aves vivas:
|              | Otras aves (Neoaves)                                         |
|              |                                                              |
| Galloanserae | \| \| Anseriformes \| \| \| \| \| \| Galliformes \| \| \| \| |
|              | \| \| Anseriformes \| \| \| \| \| \| Galliformes \| \| \| \| |
|              | Anseriformes                                                 |
|              |                                                              |
|              | Galliformes                                                  |
|              |                                                              |

|  | Anseriformes |
|  |              |
|  | Galliformes  |
|  |              |

|              | Otras aves (Neoaves)                                         |
|              |                                                              |
| Galloanserae | \| \| Anseriformes \| \| \| \| \| \| Galliformes \| \| \| \| |
|              | \| \| Anseriformes \| \| \| \| \| \| Galliformes \| \| \| \| |
|              | Anseriformes                                                 |
|              |                                                              |
|              | Galliformes                                                  |
|              |                                                              |

|  | Anseriformes |
|  |              |
|  | Galliformes  |
|  |              |

|              | Otras aves (Neoaves)                                         |
|              |                                                              |
| Galloanserae | \| \| Anseriformes \| \| \| \| \| \| Galliformes \| \| \| \| |
|              | \| \| Anseriformes \| \| \| \| \| \| Galliformes \| \| \| \| |
|              | Anseriformes                                                 |
|              |                                                              |
|              | Galliformes                                                  |
|              |                                                              |

|  | Anseriformes |
|  |              |
|  | Galliformes  |
|  |              |

|              | Otras aves (Neoaves)                                         |
|              |                                                              |
| Galloanserae | \| \| Anseriformes \| \| \| \| \| \| Galliformes \| \| \| \| |
|              | \| \| Anseriformes \| \| \| \| \| \| Galliformes \| \| \| \| |
|              | Anseriformes                                                 |
|              |                                                              |
|              | Galliformes                                                  |
|              |                                                              |

|  | Anseriformes |
|  |              |
|  | Galliformes  |
|  |              |

### Relaciones filogéneticas del grupo
Históricamente, las ratites han sido consideradas como un grupo monofilético, con los tinamúes como taxón hermano y juntos formando el clado Palaeognathae. Sin embargo, a partir de 2008 las ratites son, de acuerdo con estudios moleculares, un grupo parafiletico ya que deberían incluir a los tinamúes dentro de este grupo.
A continuación se listan las relaciones dentro de los grupos que conforman a los ratites a través del tiempo:
- De acuerdo con Cooper et al. (2001) en base a secuencias del genoma mitocondrial (ADNmt/ADNm), los ratites se relacionan de la siguiente manera:[10]

|  | \| \| Casuariidae \| \| \| \| \| \| Dromaiidae \| \| \| \| |
|  |                                                            |
|  | Apterygidae                                                |
|  |                                                            |
|  | ¿Aepyornithidae?                                           |
|  |                                                            |
|  | Casuariidae                                                |
|  |                                                            |
|  | Dromaiidae                                                 |
|  |                                                            |

|  | Casuariidae |
|  |             |
|  | Dromaiidae  |
|  |             |

|  | \| \| Casuariidae \| \| \| \| \| \| Dromaiidae \| \| \| \| |
|  |                                                            |
|  | Apterygidae                                                |
|  |                                                            |
|  | ¿Aepyornithidae?                                           |
|  |                                                            |
|  | Casuariidae                                                |
|  |                                                            |
|  | Dromaiidae                                                 |
|  |                                                            |

|  | Casuariidae |
|  |             |
|  | Dromaiidae  |
|  |             |

|  | \| \| Casuariidae \| \| \| \| \| \| Dromaiidae \| \| \| \| |
|  |                                                            |
|  | Apterygidae                                                |
|  |                                                            |
|  | ¿Aepyornithidae?                                           |
|  |                                                            |
|  | Casuariidae                                                |
|  |                                                            |
|  | Dromaiidae                                                 |
|  |                                                            |

|  | Casuariidae |
|  |             |
|  | Dromaiidae  |
|  |             |

|  | \| \| Casuariidae \| \| \| \| \| \| Dromaiidae \| \| \| \| |
|  |                                                            |
|  | Apterygidae                                                |
|  |                                                            |
|  | ¿Aepyornithidae?                                           |
|  |                                                            |
|  | Casuariidae                                                |
|  |                                                            |
|  | Dromaiidae                                                 |
|  |                                                            |

|  | Casuariidae |
|  |             |
|  | Dromaiidae  |
|  |             |

|  | \| \| Casuariidae \| \| \| \| \| \| Dromaiidae \| \| \| \| |
|  |                                                            |
|  | Apterygidae                                                |
|  |                                                            |
|  | ¿Aepyornithidae?                                           |
|  |                                                            |
|  | Casuariidae                                                |
|  |                                                            |
|  | Dromaiidae                                                 |
|  |                                                            |

|  | Casuariidae |
|  |             |
|  | Dromaiidae  |
|  |             |

|  | \| \| Casuariidae \| \| \| \| \| \| Dromaiidae \| \| \| \| |
|  |                                                            |
|  | Apterygidae                                                |
|  |                                                            |
|  | ¿Aepyornithidae?                                           |
|  |                                                            |
|  | Casuariidae                                                |
|  |                                                            |
|  | Dromaiidae                                                 |
|  |                                                            |

|  | Casuariidae |
|  |             |
|  | Dromaiidae  |
|  |             |

|  | \| \| Casuariidae \| \| \| \| \| \| Dromaiidae \| \| \| \| |
|  |                                                            |
|  | Apterygidae                                                |
|  |                                                            |
|  | ¿Aepyornithidae?                                           |
|  |                                                            |
|  | Casuariidae                                                |
|  |                                                            |
|  | Dromaiidae                                                 |
|  |                                                            |

|  | Casuariidae |
|  |             |
|  | Dromaiidae  |
|  |             |

|  | \| \| Casuariidae \| \| \| \| \| \| Dromaiidae \| \| \| \| |
|  |                                                            |
|  | Apterygidae                                                |
|  |                                                            |
|  | ¿Aepyornithidae?                                           |
|  |                                                            |
|  | Casuariidae                                                |
|  |                                                            |
|  | Dromaiidae                                                 |
|  |                                                            |

|  | Casuariidae |
|  |             |
|  | Dromaiidae  |
|  |             |

|  | \| \| Casuariidae \| \| \| \| \| \| Dromaiidae \| \| \| \| |
|  |                                                            |
|  | Apterygidae                                                |
|  |                                                            |
|  | ¿Aepyornithidae?                                           |
|  |                                                            |
|  | Casuariidae                                                |
|  |                                                            |
|  | Dromaiidae                                                 |
|  |                                                            |

|  | Casuariidae |
|  |             |
|  | Dromaiidae  |
|  |             |

|  | \| \| Casuariidae \| \| \| \| \| \| Dromaiidae \| \| \| \| |
|  |                                                            |
|  | Apterygidae                                                |
|  |                                                            |
|  | ¿Aepyornithidae?                                           |
|  |                                                            |
|  | Casuariidae                                                |
|  |                                                            |
|  | Dromaiidae                                                 |
|  |                                                            |

|  | Casuariidae |
|  |             |
|  | Dromaiidae  |
|  |             |

|  | \| \| Casuariidae \| \| \| \| \| \| Dromaiidae \| \| \| \| |
|  |                                                            |
|  | Apterygidae                                                |
|  |                                                            |
|  | ¿Aepyornithidae?                                           |
|  |                                                            |
|  | Casuariidae                                                |
|  |                                                            |
|  | Dromaiidae                                                 |
|  |                                                            |

|  | Casuariidae |
|  |             |
|  | Dromaiidae  |
|  |             |

|  | \| \| Casuariidae \| \| \| \| \| \| Dromaiidae \| \| \| \| |
|  |                                                            |
|  | Apterygidae                                                |
|  |                                                            |
|  | ¿Aepyornithidae?                                           |
|  |                                                            |
|  | Casuariidae                                                |
|  |                                                            |
|  | Dromaiidae                                                 |
|  |                                                            |

|  | Casuariidae |
|  |             |
|  | Dromaiidae  |
|  |             |

|  | \| \| Casuariidae \| \| \| \| \| \| Dromaiidae \| \| \| \| |
|  |                                                            |
|  | Apterygidae                                                |
|  |                                                            |
|  | ¿Aepyornithidae?                                           |
|  |                                                            |
|  | Casuariidae                                                |
|  |                                                            |
|  | Dromaiidae                                                 |
|  |                                                            |

|  | Casuariidae |
|  |             |
|  | Dromaiidae  |
|  |             |

|  | \| \| Casuariidae \| \| \| \| \| \| Dromaiidae \| \| \| \| |
|  |                                                            |
|  | Apterygidae                                                |
|  |                                                            |
|  | ¿Aepyornithidae?                                           |
|  |                                                            |
|  | Casuariidae                                                |
|  |                                                            |
|  | Dromaiidae                                                 |
|  |                                                            |

|  | Casuariidae |
|  |             |
|  | Dromaiidae  |
|  |             |

|  | \| \| Casuariidae \| \| \| \| \| \| Dromaiidae \| \| \| \| |
|  |                                                            |
|  | Apterygidae                                                |
|  |                                                            |
|  | ¿Aepyornithidae?                                           |
|  |                                                            |
|  | Casuariidae                                                |
|  |                                                            |
|  | Dromaiidae                                                 |
|  |                                                            |

|  | Casuariidae |
|  |             |
|  | Dromaiidae  |
|  |             |

|  | \| \| Casuariidae \| \| \| \| \| \| Dromaiidae \| \| \| \| |
|  |                                                            |
|  | Apterygidae                                                |
|  |                                                            |
|  | ¿Aepyornithidae?                                           |
|  |                                                            |
|  | Casuariidae                                                |
|  |                                                            |
|  | Dromaiidae                                                 |
|  |                                                            |

|  | Casuariidae |
|  |             |
|  | Dromaiidae  |
|  |             |

- A partir de Hackett et al. (2008) y Harshman et al. (2008), las ratites según todos los estudios moleculares son un grupo parafiletico al obtenerse en los resultados a los tinamúes dentro de este grupo.[11][12][13][14][15][16][17]

|  | Tinamidae      |
|  |                |
|  | †Dinornithidae |
|  |                |

|  | Apterygidae                                                |
|  |                                                            |
|  | \| \| Casuariidae \| \| \| \| \| \| Dromaiidae \| \| \| \| |
|  |                                                            |
|  | Casuariidae                                                |
|  |                                                            |
|  | Dromaiidae                                                 |
|  |                                                            |

|  | Casuariidae |
|  |             |
|  | Dromaiidae  |
|  |             |

|  | Tinamidae      |
|  |                |
|  | †Dinornithidae |
|  |                |

|  | Apterygidae                                                |
|  |                                                            |
|  | \| \| Casuariidae \| \| \| \| \| \| Dromaiidae \| \| \| \| |
|  |                                                            |
|  | Casuariidae                                                |
|  |                                                            |
|  | Dromaiidae                                                 |
|  |                                                            |

|  | Casuariidae |
|  |             |
|  | Dromaiidae  |
|  |             |

|  | Tinamidae      |
|  |                |
|  | †Dinornithidae |
|  |                |

|  | Apterygidae                                                |
|  |                                                            |
|  | \| \| Casuariidae \| \| \| \| \| \| Dromaiidae \| \| \| \| |
|  |                                                            |
|  | Casuariidae                                                |
|  |                                                            |
|  | Dromaiidae                                                 |
|  |                                                            |

|  | Casuariidae |
|  |             |
|  | Dromaiidae  |
|  |             |

|  | Tinamidae      |
|  |                |
|  | †Dinornithidae |
|  |                |

|  | Apterygidae                                                |
|  |                                                            |
|  | \| \| Casuariidae \| \| \| \| \| \| Dromaiidae \| \| \| \| |
|  |                                                            |
|  | Casuariidae                                                |
|  |                                                            |
|  | Dromaiidae                                                 |
|  |                                                            |

|  | Casuariidae |
|  |             |
|  | Dromaiidae  |
|  |             |

|  | Tinamidae      |
|  |                |
|  | †Dinornithidae |
|  |                |

|  | Apterygidae                                                |
|  |                                                            |
|  | \| \| Casuariidae \| \| \| \| \| \| Dromaiidae \| \| \| \| |
|  |                                                            |
|  | Casuariidae                                                |
|  |                                                            |
|  | Dromaiidae                                                 |
|  |                                                            |

|  | Casuariidae |
|  |             |
|  | Dromaiidae  |
|  |             |

|  | Tinamidae      |
|  |                |
|  | †Dinornithidae |
|  |                |

|  | Apterygidae                                                |
|  |                                                            |
|  | \| \| Casuariidae \| \| \| \| \| \| Dromaiidae \| \| \| \| |
|  |                                                            |
|  | Casuariidae                                                |
|  |                                                            |
|  | Dromaiidae                                                 |
|  |                                                            |

|  | Casuariidae |
|  |             |
|  | Dromaiidae  |
|  |             |

|  | Tinamidae      |
|  |                |
|  | †Dinornithidae |
|  |                |

|  | Apterygidae                                                |
|  |                                                            |
|  | \| \| Casuariidae \| \| \| \| \| \| Dromaiidae \| \| \| \| |
|  |                                                            |
|  | Casuariidae                                                |
|  |                                                            |
|  | Dromaiidae                                                 |
|  |                                                            |

|  | Casuariidae |
|  |             |
|  | Dromaiidae  |
|  |             |

|  | Tinamidae      |
|  |                |
|  | †Dinornithidae |
|  |                |

|  | Apterygidae                                                |
|  |                                                            |
|  | \| \| Casuariidae \| \| \| \| \| \| Dromaiidae \| \| \| \| |
|  |                                                            |
|  | Casuariidae                                                |
|  |                                                            |
|  | Dromaiidae                                                 |
|  |                                                            |

|  | Casuariidae |
|  |             |
|  | Dromaiidae  |
|  |             |